# Río Samalá
El río Samalá es un corto río costero del suroccidente de Guatemala. Sus fuentes nacen en los cerros de la sierra Madre en los departamentos de Totonicapán (Momostenango, San Vicente Buenabaj, San Francisco el Alto) y Quetzaltenango (San Carlos Sija). Corre por las ciudades de San Cristóbal Totonicapán, Quetzaltenango, y baja en una zona quebrada en El Palmar y Zunil donde se forman cascadas, hacia la planicie de la costa en Retalhuleu para desembocar en el océano Pacífico. Sus principales afluentes son el río Xequijel o Siguilá, río El Tambor, río Nima I y río Oc.
El río Samalá tiene una longitud de 145 km. Su cuenca tiene una superficie de 1510 km² en la que vive una población de aproximadamente 400.000 habitantes. Su proximidad al complejo volcánico Santa María - Santiaguito, con sus flujos de lava y lahar, resulta en un elevado riesgo de serias inundaciones.
El corriente del río es explotada para mover molinos de trigo en Totonicapán y San Cristóbal, y la fábrica de hilados y tejidos en Cantel. En Zunil es aprovechado para generar energía hidroeléctrica en la planta hidroeléctrica Santa María, la que entró en operación en 1927.